# 钟宅畲族社区
钟宅畲族社区是福建省厦门市湖里区禾山街道下辖的一个社区，为厦门岛内唯一的少数民族社区，原为钟宅畲族村，2003年10月撤村改居。位于厦门岛东北部，总面积约3.6平方公里，下设9个居民小组。
现有常住居民1500户，户籍人口6098人，非户籍人口约3万多人。